# Palazzo Buondelmonti
Palazzo Buondelmonti, o Scali-Buondelmonti, si trova in piazza Santa Trinita a Firenze.

## Storia
Su questo sito avevano le loro case gli Scali, che passarono ai Del Bene e poi ai Cambi. Il palazzo fu ceduto ai Buondelmonti nel 1517, che ne avviarono la ristrutturazione completando la facciata attorno al 1525. La famiglia Buondelmonti, tra le più antiche di Firenze, aveva alcune proprietà in Borgo Santi Apostoli fin dal Medioevo ed era molto legata alla chiesa di Santa Trinita e ai vallombrosani in genere, poiché il loro fondatore San Giovanni Gualberto era nato proprio dalla loro famiglia. 
Il palazzo è un tipico esempio dell'edilizia residenziale delle famiglie patrizie fiorentine sviluppatosi alla fine del Quattrocento, dalle forme più sobrie rispetto ai grandi palazzi della prima metà del XV secolo (Palazzo Strozzi, Palazzo Medici...). In particolare volendo trovare i modelli di questa tipologia decorativa si deve guardare a Palazzo Gondi in Piazza San Firenze (di Giuliano da Sangallo) o Palazzo Guadagni in Piazza Santo Spirito. Il progetto è attribuito a Baccio d'Agnolo o al Cronaca ed era stato volutoi dai fratelli Lorenzo e Leonardo Buondelmonti.
Nel 1774 con l'estinzione della famiglia, dopo la morte di Francesco Gioacchino Buondelmonti senza eredi maschi, il palazzo venne diviso e affittato dalla figlia di Francesco.
Nel 1819 Gian Pietro Vieusseux vi aprì il famoso Gabinetto Vieusseux, oggi ospitato a Palazzo Strozzi. Nelle stanze di palazzo Buondelmonti ebbero modo di riunirsi personalità di grande spicco italiano ed europeo, quali Giacomo Leopardi, Alessandro Manzoni, Niccolò Tommaseo, Gino Capponi, Alexandre Dumas, Stendhal e molti altri. Nel 1870 il Gabinetto si trasferì prima a Palazzo Feroni e poi a Palazzo Strozzi, dove si trova tuttora.
Un restauro novecentesco ha riaperto la loggetta all'ultimo piano.

## Architettura
L'edificio si presenta con i tipici tre piani più altana e con due ordini di finestre ad arco su sette assi, contornate da semplici cornici in pietra. Alle cantonate è presente il rivestimento a bugnato. Il pian terreno, particolarmente alto, è decorato da conci in pietra dove si aprono quattro fornici, mentre i piani superiori sono intonacati, anche se in origine presentavano dei graffiti a monocromo con Le imprese di Buondelmonte e di Filippo Buondelmonti degli Scolari Fiorentino (Pippo Spano), condottiero che apparteneva alla consorteria dei Buondelmonti, opera di Jacone.

## Targhe
Sull facciata sono apposte due targhe: una ricorda l'ospitalità data a Ludovico Ariosto da Zanobi Buondelmonti e l'altra ricorda Giovanni Pietro Vieusseux e il suo gabinetto letterario, che qui ebbe la sua prima sede.